# Accidentul feroviar de la Halle
Accidentul feroviar de la Halle este un accident ce a avut loc pe data de 15 februarie 2010 lângă Halle, Belgia.
Accidentul a fost o coliziune între două trenuri ale Societății Naționale de Căi ferate Belgiene (SNCB) ce transportau între 250 și 300 persoane, la o oră de vârf . Accidentul s-a petrecut la 14 km la sud de capitala belgiană, pe linia nr 96: Bruxelles-Mons. Conform unei declarații comune a SNCB și Infrabel (Compania responsabilă cu întreținerea căilor ferate) coliziunea a fost laterală, în dreptul unui macaz.
Unul dintre trenuri circula între Quiévrain și Liège și tocmai părăsise gara Halle îndreptându-se spre nord iar cel de al doilea tren circula între Louvain și Braine-le-Comte și tocmai părăsise gara Buizingen îndreptându-se spre sud. Conform primelor declarații oficiale, numărul provizoriu al victimelor în seara de 15 februarie a fost de 18 persoane (15 bărbați și 3 femei). Această cifră este bazată pe numărul de corpuri recuperate din locul accidentului . Alte 162 persoane au fost rănite, din care 11 erau în stare gravă.
Traficul feroviar a fost puternic perturbat, linia fiind închisă complet între stațiile Bruxelles-Sud și Halle, afectând astfel un număr mare de legături spre orașele din sudul Belgiei. Accidentul s-a petrecut pe o porțiune situată în imediata vecinătate a Liniei de Mare Viteză LMV 1 astfel că serviciile Thalys și Eurostar au fost întrerupte între Lille și Bruxelles.